# Almir de Souza Fraga
Almir de Souza Fraga, detto Almir (Porto Alegre, 26 marzo 1969), è un ex calciatore brasiliano, di ruolo attaccante.

## Carriera

### Club
Iniziò la sua carriera da calciatore professionista con la maglia del Grêmio, con il quale però non riuscì a segnare nessuna rete; trasferitosi al Santos, segnò con poca regolarità e decise quindi di trasferirsi allo Shonan Bellmare, in Giappone, nel quale segnò 17 volte in 68 partite. Nel 1995 tornò in Brasile, al San Paolo, dove segnò per sei volte. Nel 1996 giocò all'Atlético Mineiro, mentre nel 1998 al Guarani; nel 1999 arrivò in Europa, giocando in Turchia con la maglia del Gaziantepspor; dopo solo due reti in quattordici gare disputate, tornò in Brasile, allo Sport Recife, con il quale vinse il campeonato Pernambucano. L'anno dopo giocò con il Paraná, prima di andare al São Caetano. Nel 2002 si trasferì in Messico, al Querétaro, dove giocò una stagione prima di trasferirsi all'Atlas di Guadalajara. Dopo l'ultima esperienza messicana, al Lobos BUAP, decise di tornare in Brasile dove fu l'Ulbra ad accoglierlo; nel 2006 passò al Porto Alegre Futebol Clube, squadra della sua città, e nel 2008 ha gioca con il Mogi Mirim, squadra di proprietà di Rivaldo.

### Nazionale
Con la Nazionale brasiliana giocò 5 partite dal 1990 al 1993, venendo incluso nella rosa dei convocati per la Copa América 1993.

## Palmarès

### Competizioni statali
- Campeonato Pernambucano: 1

Sport: 2000

### Competizioni nazionali
- Coppa del Brasile: 1

Grêmio: 1989

### Competizioni internazionali
- Coppa Master di Coppa CONMEBOL: 1

San Paolo: 1996